# (32670) 6323 P-L
6323 P-L (asteroide 32670) é um asteroide da cintura principal. Possui uma excentricidade de 0.12926610 e uma inclinação de 4.84641º.
Este asteroide foi descoberto no dia 24 de setembro de 1960 por Cornelis Johannes van Houten e Ingrid van Houten-Groeneveld e Tom Gehrels em Palomar.